# NGC 6457
NGC 6457 (również PGC 60738 lub UGC 10964) – galaktyka eliptyczna (E-S0), znajdująca się w gwiazdozbiorze Smoka. Odkrył ją Edward D. Swift 8 czerwca 1885 roku.